# Pasquale Tegano
Pasquale Tegano (Reggio Calabria, 14 gennaio 1955) è un mafioso italiano, detto "Nocciolina".
A capo dell'omonima famiglia di 'ndrangheta insieme ai fratelli Giovanni, Domenico e Giuseppe. Considerato come uno dei boss più importanti fu per diversi anni nella lista dei latitanti di massima pericolosità più ricercati d'Italia.

## Biografia
Capo dell'omonima cosca calabrese, era considerato uno dei 30 latitanti più pericolosi, alleato della cosca dei De Stefano veniva considerato uno dei garanti della pax mafiosa stipulata dalle cosche Tegano, De Stefano, Libri e Latella da una parte e Imerti, Serraino, Condello e Rosmini dall'altra.
Il nome di Tegano compare in tutte le inchieste condotte negli ultimi 20 anni dalla procura distrettuale di Reggio Calabria sulla criminalità. È stato arrestato il 6 agosto 2004 nel rione San Giovannello, quartiere alla periferia nord di Reggio Calabria, dai Carabinieri del R.O.S..
Il 21 marzo 2019 il procuratore Giuseppe Lombardo riapre l'inchiesta sull'omicidio di Antonino Scopelliti e risulta tra gli indagati insieme a Santo Araniti, Pasquale Bertuca, Vincenzo Bertuca, Giorgio De Stefano, Gino Molinetti, Antonino Pesce, Giuseppe Piromalli, Giovanni Tegano e Vincenzo Zito.